# پاریس، تگزاس (فیلم)
پاریس، تگزاس (به انگلیسی: Paris, Texas) فیلمی درام و جاده‌ای  ساخته ویم وندرس و بازی هری دین استنتون و ناستاسیا کینسکی و دین استاکول و اورور کلمان محصول مشترک فرانسه و آلمان غربی که در سال ۱۹۸۳ در آمریکا تهیه و فیلمبرداری شده است. نام فیلم از پاریس که شهری در شمال‌شرقی ایالت تگزاس (واقع در شهرستان لامار) است، گرفته شده  است. این فیلم برنده جایزه نخل طلا از جشنواره فیلم کن ۱۹۸۴ شده است.

## خلاصه داستان
«تراویس آندرسن» (استنتن) که چهار سال پیش گم شده، در یک شهر کوچک مرزی پیدا می شود. «والت» (استاکول)، برادر کوچک ترش که سرپرستی پسر هفت ساله ی «تراویس» – «هانتر» (کارسن) – را به عهده دارد او را نزد خود می آورد و ...

## بازیگران
- هری دین استنتون در نقش تراویس
- برنهارد ویکی در نقش دکتر اولمر
- دین استاکول در نقش والت
- اورور کلمان در نقش آن
- هانتر کارسن در نقش هانتر
- ویوا در نقش زن تصاویر تلویزیونی
- سوکورو والدز در نقش کارملیتا
- جاستین هاگ در نقش هانتر (سه سالگی)
- ناستاسیا کینسکی در نقش جین
- تام فارل در نقش مرد دیوانه